# Funagata
Funagata (jap. 舟形町 Funagata-machi) – miasto w Japonii, na wyspie Honsiu, w prefekturze Yamagata. Według danych na rok 2020 miejscowość zamieszkiwało 5 007 mieszkańców , a gęstość zaludnienia wyniosła 42,1 os./km².